# HT-2教練機
HT-2教練機（英語：HT-2）是一款由印度斯坦航空有限公司研製的帶有固定尾輪起落架的低翼懸臂單翼初級教練機，其為印度第一款本土研製的飛機，並於1953年服役於印度空軍和印度海軍。

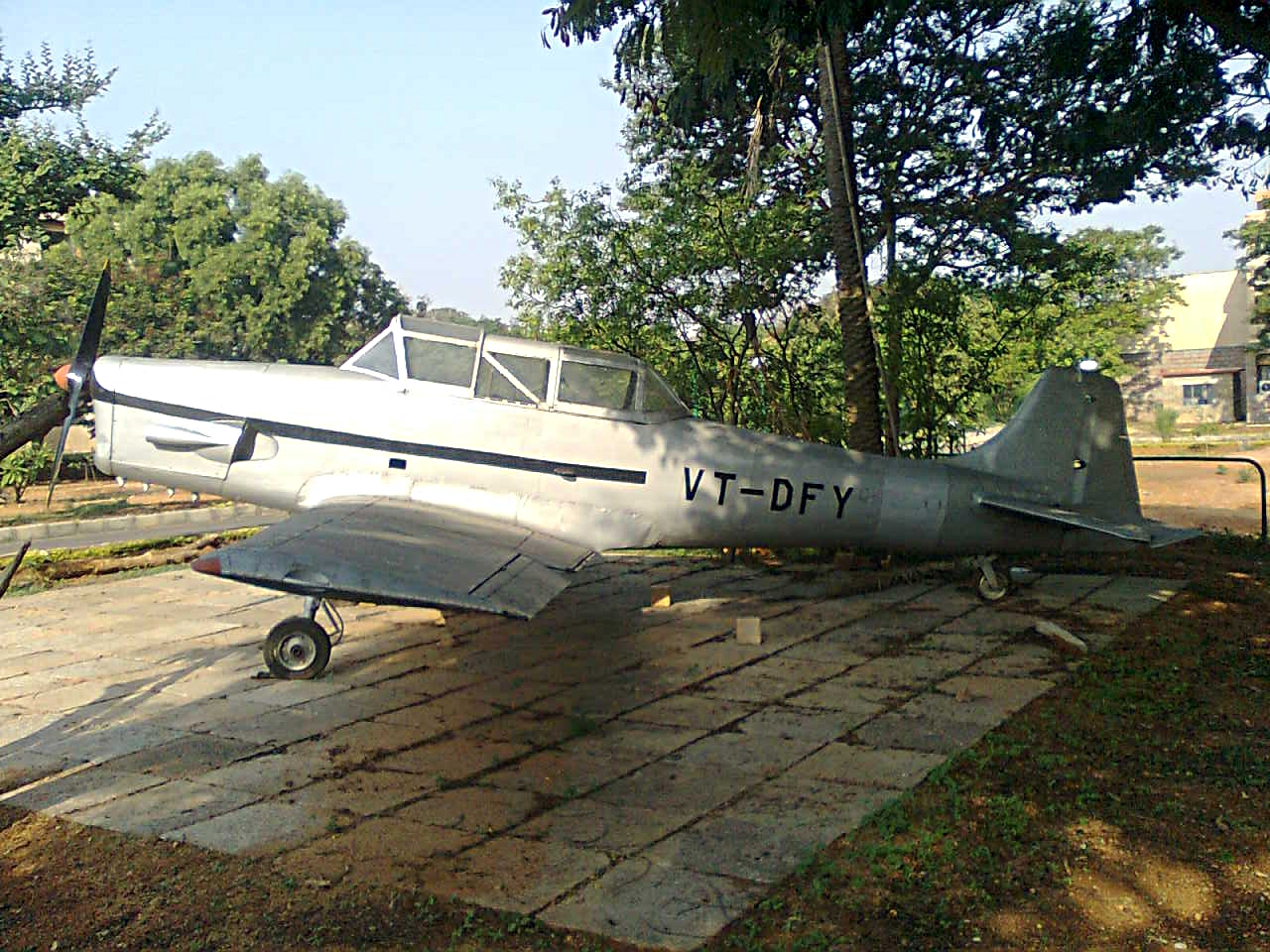
展示在印度科學理工學院的HT-2

## 服役國家
- ：12架
- 印度

## 外部連結
（页面存档备份，存于）
- HT-2 - India's First Powered Aircraft 的存檔，存档日期2019-01-08.